# Man en paard
Man en paard is een comedyserie over de dagelijkse perikelen op de redactie van een glamourblad, geleid door de tv-presentator Beau van Erven Dorens.

## Rolverdeling
- Beau van Erven Dorens - Beau van Erven Dorens
- Miryanna van Reeden - Gwen Gustavson
- Ruben van der Meer - David Los
- Steye van Dam - Ché Vermeer
- Vivienne van den Assem - Robin Willems

## Inhoud
Beau van Erven Dorens heeft zijn gezicht aan het blad 'Beau' verbonden. Samen met eindredactrice Gwen Gustavson - die over weinig leidinggevende capaciteiten lijkt te beschikken - zwaait hij op geheel eigen wijze de scepter over de redactie. De onzekere Gwen is in alles de tegenpool van de egocentrische, flamboyante Beau, met wie ze dan ook op gespannen voet samenwerkt.
Beau wil met het blad zijn status als Bekende Nederlander terugwinnen en voor Gwen is het haar laatste kans om iets van haar carrière te maken. De op z'n zachtst gezegd excentrieke redactie bestaat verder uit de losbollige Ché Vermeer, de betweterige cynicus David Los en de knappe redactie-assistente Robin Willems.